# Двор (Хорватія)
Двор (хорв. Dvor, серб. Двор) — місто і муніципалітет у центральній Хорватії, в історичній області Бановіна. Адміністративно підпорядковується Сісацько-Мославінській жупанії. Міститься біля річки Уна навпроти боснійської громади Нові-Град (також відомої як Босанський-Новий).

## Назви і мови
На початку XVIII століття на березі річки Уна поставили кілька хат. Це був зачаток поселення, що розкинулося на терасі (хорв. podovi) над річкою, тому воно й дістало назву Подові. 1732 року його описав Іван Драшкович. Після того, як 1775 року цісар Йосиф II відвідав кордон і переночував у цьому поселенні, Подові змінюють назву на Двор. Проте ще понад сто років рівнобіжно вживатимуться обидві назви.
У Королівстві Югославія місто Двор називалося «Двор-на-Уні». Більшість нинішніх жителів визнають себе сербами, а сербська мова використовується як друга офіційна поряд із хорватською.

## Історія
Двор традиційно був столицею району в історичній Загребській жупанії — адміністративній одиниці Королівства Хорватії і Славонії, яке існувало до 1918 р. У 1929 році Двор опинився у Врбаській бановині Королівства Югославія. Коли 1939 року було утворено бановину Хорватія, він не потрапив до її складу. У 1941 році місто ввійшло до Незалежної Держави Хорватія, опинившись у межах великої жупи Гора. Під час Другої світової війни у двох відомих своїми старовинними замками селах (Гвоздансько і Зрин), які належать до теперішньої громади, югославські партизани скоїли воєнні злочини. Після закінчення війни місто Двор офіційно стало частиною СР Хорватії у межах СФРЮ, яка, проводячи в цій області межі республік, значною мірою спиралася на історичний кордон Королівства Хорватії і Славонії.
Протягом хорватської війни за незалежність 1991—1995 рр. Двор опинився у відірваній від Хорватії Республіці Сербська Країна, але після операції «Буря» 1995 року муніципалітет повернувся під хорватський контроль. Під час цієї операції з Двору евакуювалася більшість сербського населення, але деяка частина потім повернулася.

## Демографія
Населення громади за даними перепису 2011 року становило 5570 осіб. Громада включала 64 населені пункти, більшість із яких малолюдні. Населення самого поселення становило 1406 осіб.
Динаміка чисельності населення громади:
Динаміка чисельності населення центру громади:
За даними переписів, більшість населення становлять етнічні серби. У проміжку з 1991 по 2011 рік кількість сербських жителів скоротилася з 14 555 до 4 005, а їхня частка у чисельності населення громади знизилася з 86,5% до 71,9%. Кількість мешканців-хорватів залишається приблизно на одному рівні, 1395 і 1440 відповідно, але, з огляду на скорочення загальної чисельності населення громади, їхня відсоткова частка зросла з 9,58% до 25,85%.
| Національний склад |        |        |         |        |        |          |  |  |  |  |  |  |  |
| Рік                | Серби  | %      | Хорвати | %      | Разом  | Примітки |  |  |  |  |  |  |  |
| 1931               | 23 452 | 88,24% | 3 073   | 11,56% | 26 579 |          |  |  |  |  |  |  |  |
| 1948               | 21 736 | 89,44% | 2 248   | 10,34% | 21 736 |          |  |  |  |  |  |  |  |
| 1953               | 22 658 | 89,6%  | 2 290   | 10,11% | 22 658 |          |  |  |  |  |  |  |  |
| 1961               | 21 354 | 89,84% | 2 060   | 9,95%  | 21 354 |          |  |  |  |  |  |  |  |
| 1971               | 18 359 | 88,38% | 1 876   | 10,22% | 18 359 |          |  |  |  |  |  |  |  |
| 1981               | 16 507 | 80,93% | 1 525   | 9,35%  | 16 507 |          |  |  |  |  |  |  |  |
| 1991               | 14 555 | 86,50% | 1 395   | 9,58%  | 14 555 |          |  |  |  |  |  |  |  |
| 2001               | 3 495  | 60,87% | 1 943   | 33,84% | 5 742  |          |  |  |  |  |  |  |  |
| 2011               | 4 005  | 71,90% | 1 440   | 25,85% | 5 570  | [ 6 ]    |  |  |  |  |  |  |  |
|                    |        |        |         |        |        |          |  |  |  |  |  |  |  |

## Населені пункти
Крім поселення Двор, до громади також входять: 
- Бансько Врполє
- Буїня
- Буїньські Рієчани
- Чавловиця
- Чоре
- Дивуша
- Доня Ораовиця
- Доня Ступниця
- Доній Добретин
- Доній Яворань
- Доній Жироваць
- Драшковаць
- Гаге
- Главичани
- Голубоваць-Дивуський
- Горицька
- Горня Ораовиця
- Горня Ступниця
- Горній Добретин
- Горній Яворань
- Горній Жироваць
- Грабовиця
- Грмушани
- Гвоздансько
- Хртич
- Явниця
- Яворник
- Йоваць
- Кепчіє
- Кобиляк
- Комора
- Косна
- Котарани
- Козиброд
- Куляни
- Лотине
- Лєсковаць
- Любина
- Майдан
- Матієвичі
- Остоїчі
- Пауковаць
- Педаль
- Рогулє
- Рудежі
- Руєваць
- Сочаниця
- Станич-Полє
- Струга-Банська
- Шаканліє
- Шегестин
- Швракариця
- Тргови
- Удетин
- Унчани
- Ваничі
- Волиня
- Закопа
- Замлача
- Зрин
- Зринська Драга
- Зринські Брджани
- Зут

## Клімат
Середня річна температура становить 11,03°C, середня максимальна – 25,44°C, а середня мінімальна – -5,79°C. Середня річна кількість опадів – 1055 мм.
| Клімат поселення                              | Клімат поселення | Клімат поселення | Клімат поселення | Клімат поселення | Клімат поселення | Клімат поселення | Клімат поселення | Клімат поселення | Клімат поселення | Клімат поселення | Клімат поселення | Клімат поселення | Клімат поселення |
| Показник                                      | Січ.             | Лют.             | Бер.             | Квіт.            | Трав.            | Черв.            | Лип.             | Серп.            | Вер.             | Жовт.            | Лист.            | Груд.            |                  |
| Середній максимум, °C                         | 7,22             | 9,08             | 13,52            | 17,76            | 22,23            | 25,44            | 24,72            | 24,13            | 20,52            | 15,55            | 10,01            | 5,61             |                  |
| Середня температура, °C                       | 0,71             | 2,58             | 7,00             | 11,25            | 15,72            | 18,93            | 20,64            | 20,06            | 16,46            | 11,48            | 5,94             | 1,53             |                  |
| Середній мінімум, °C                          | −5,79            | −3,94            | 0,50             | 4,76             | 9,22             | 12,43            | 16,57            | 15,98            | 12,38            | 7,40             | 1,86             | −2,54            |                  |
| Норма опадів, мм                              | 68               | 66               | 75               | 90               | 91               | 96               | 91               | 89               | 94               | 101              | 108              | 86               |                  |
| Середньомісячна швидкість вітру, м/с          | 1.45             | 1.63             | 2.00             | 1.96             | 1.80             | 1.62             | 1.60             | 1.46             | 1.43             | 1.47             | 1.53             | 1.55             |                  |
| Середньомісячна сонячна радіація, кДж/м²·день | 4353             | 7185             | 10915            | 15380            | 19556            | 21796            | 23039            | 20020            | 14780            | 9133             | 4877             | 3611             |                  |
| --------------------------------------------- | ---------------- | ---------------- | ---------------- | ---------------- | ---------------- | ---------------- | ---------------- | ---------------- | ---------------- | ---------------- | ---------------- | ---------------- | ---------------- |
| Джерело:                                      |                  |                  |                  |                  |                  |                  |                  |                  |                  |                  |                  |                  |                  |